# 但陽信用金庫会館

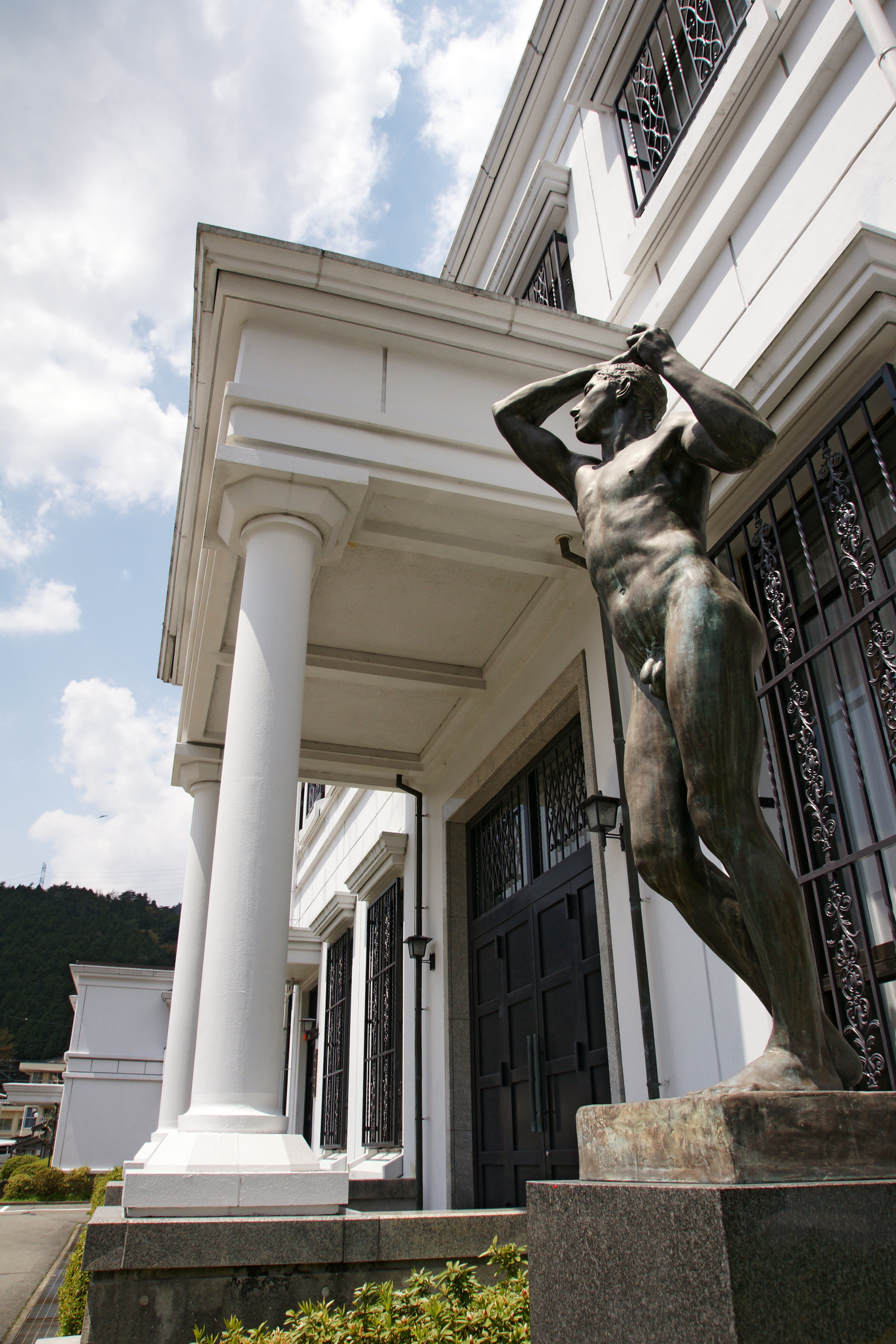
本館オフィス棟玄関と、ロダン「青銅時代」

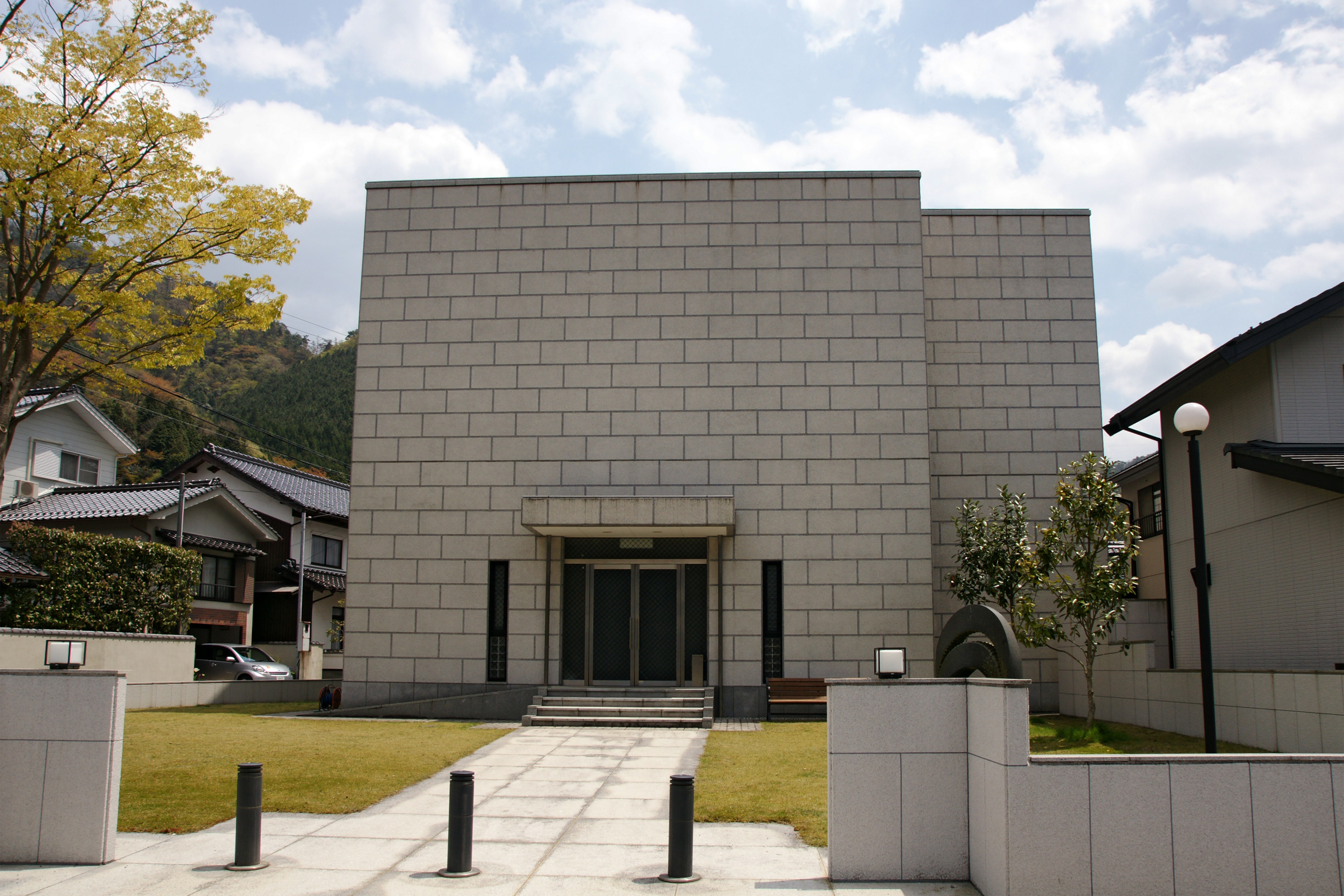
新館

但陽信用金庫会館（たんようしんようきんこかいかん）は兵庫県朝来市生野町にある美術館・音楽ホール。新館と本館があり、一般にオフィス棟と研修（宿泊）棟で構成される本館は但陽会館、新館は但陽美術館と呼ばれる。美術作品は、本館のオフィス棟と新館で展示されている。

## 本館
近代に建設された洋館で、音楽ホールの但陽会館ホールを主施設とする。国際音楽セミナー「生野ムジカ」の会場である。本館オフィス棟玄関脇にはオーギュスト・ロダンの「青銅時代」が設置されている。夜間はライトアップされる。

## 新館
1995年に但陽信用金庫創業70周年を記念して建設された。
白瀧幾之助、和田三造、青山熊治をはじめとする生野町出身の画家の作品を展示する。

## 生野ムジカ
イタリア・ミラノのスカラ座の副指揮者ダンテ・マッツォーラと妻のソプラノ歌手多田佳世子が指導する国際音楽セミナーである。歌手と伴奏ピアニストのためのセミナーで、海外からの参加希望者も多く、選考を通過した者だけが受講できる。聴講は受講生以外もできる。主催である但陽信用金庫が、本社所在地加古川市出身の多田佳世子の音楽活動を支援していたという経緯があり実現した。受講生には合宿施設として本館研修（宿泊）棟が用意されている。

## 所在地
- 但陽信用金庫会館本館 - 〒679-3301 兵庫県朝来市生野町口銀谷538
- 但陽信用金庫会館新館 - 〒679-3301 兵庫県朝来市生野町口銀谷530

## 交通アクセス
- 播但線 生野駅 徒歩7分

## 周辺
- 生野書院
- 生野マインホール
- 旧生野警察署
- 生野義挙碑（生野代官所跡）